# 毛柱郁李
毛柱郁李是蔷薇科李属的植物，也叫毛柱樱，台湾称庭梅。分布在台湾以及中国大陆的江西、福建等地，生长于海拔200米至500米的地区，多生于山坡林下。